# Вышна-Польянка
Вышна-Польянка (словац. Vyšná Polianka) — село, община в округе Бардеёв, Прешовский край, Словакия. Расположен в северо-восточной части Словакии, в северной части Низких Бескид, в долине Ондава, возле границы с Польшей.
Впервые упоминается в 1572 году.
В селе есть деревянная греко-католическая церковь 1919 года постройки и православная церковь.

## Населення
| Год:                | 1994 | 2004     | 2014     | 2024    |
| ------------------- | ---- | -------- | -------- | ------- |
| Количество человек: | 153  | 135      | 113      | 110     |
| Разница:            |      | −11,76 % | −16,29 % | −2,65 % |

В селе проживало 111 человек.
Национальный состав населения (по данным последней переписи населения — 2001 год):
- словаки — 53,23%
- русины — 36,29%
- украинцы — 9,68%

Состав населения по принадлежности к религии состоянию на 2001 год:
- православные — 64,52%,
- греко-католики — 29,03%,
- римо-католики — 5,65%,
- протестанты — 0,81%